# Happier Than Ever
Albums de Billie Eilish
When We All Fall Asleep, Where Do We Go?
(2019) Hit Me Hard and Soft
(2024)
Singles
1. my future
Sortie : 30 juillet 2020
2. Therefore I Am
Sortie : 12 novembre 2020
3. Your Power
Sortie : 29 avril 2021
4. Lost Cause
Sortie : 2 juin 2021
5. NDA
Sortie : 9 juillet 2021
6. Happier Than Ever
Sortie : 30 juillet 2021
7. Male Fantasy
Sortie : 6 décembre 2021

Happier Than Ever est le deuxième album de la chanteuse et compositrice américaine Billie Eilish, co-composé et produit par son frère Finneas O'Connell, sorti le 30 juillet 2021 sur le label Darkroom/Interscope. Il parait deux ans après son premier album, When We All Fall Asleep, Where Do We Go?. 

## À propos de l'album
Cet album parle de l'emprise et des relations dites toxiques, et s'appuie sur l'expérience personnelle de la chanteuse.
La dernière chanson de cet album, Male Fantasy, parle de son addiction aux films pornographiques, qu'elle dit avoir combattue dès l'âge de onze ans. Elle déclare que cette dépendance à des contenus ne reflétant pas la réalité et humiliants pour la femme, dans lesquels elle espérait s'identifier aux acteurs, a été préjudiciable à sa façon réelle de commencer à vivre la sexualité et le consentement, en plus d'aggraver ses problèmes récurrents de paralysie du sommeil et de terreurs nocturnes à l'adolescence.

## Sortie, tournée et ventes
Cinq singles sont sortis avant sa publication :  My Future, Therefore I Am, Your Power, Lost Cause, et NDA, qui ont tous figuré dans le top 40 du Billboard Hot 100. Pour sa promotion, un concert intitulé A Love Letter to Los Angeles, est diffusé à partir du 3 septembre 2021 sur Disney+. Billie Eilish a également une tournée  Happier Than Ever the World Tour programmée en 2022. Avant sa sortie, Happier Than Ever est devenu l'album le plus pré-ajouté par les utilisateurs dans l'histoire d' Apple Music.

## Réception

### Réception commerciale
L'album débute directement n°1 au classement du Billboard 200, ainsi que dans une vingtaine d'autres pays. 

## Liste des pistes
Toutes les chansons sont écrites et composées par Billie Eilish O'Connell et Finneas O'Connell.
| 1.    | Getting Older             |  | 4:04 |
| 2.    | I Didn't Change My Number |  | 2:38 |
| 3.    | Billie Bossa Nova         |  | 3:16 |
| 4.    | My Future                 |  | 3:30 |
| 5.    | Oxytocin                  |  | 3:30 |
| 6.    | Goldwing                  |  | 2:31 |
| 7.    | Lost Cause                |  | 3:32 |
| 8.    | Halley's Comet            |  | 3:54 |
| 9.    | Not My Responsibility     |  | 3:47 |
| 10.   | Overheated                |  | 3:34 |
| 11.   | Everybody Dies            |  | 3:26 |
| 12.   | Your Power                |  | 4:05 |
| 13.   | NDA                       |  | 3:15 |
| 14.   | Therefore I Am            |  | 2:53 |
| 15.   | Happier Than Ever         |  | 4:58 |
| 16.   | Male Fantasy              |  | 3:14 |
| 56:07 |                           |  |      |

## Classements hebdomadaires
| Classement (2021)                         | Meilleure position |
| ----------------------------------------- | ------------------ |
| Allemagne (Media Control AG)              | 1                  |
| Australie (ARIA)                          | 1                  |
| Autriche (Ö3 Austria Top 40)              | 1                  |
| Belgique (Flandre Ultratop)               | 1                  |
| Belgique (Wallonie Ultratop)              | 1                  |
| Canada (Canadian Albums Chart)            | 1                  |
| Danemark (Tracklisten)                    | 1                  |
| Écosse (OCC)                              | 1                  |
| Espagne (Promusicae)                      | 1                  |
| États-Unis (Billboard 200)                | 1                  |
| États-Unis (Billboard Alternative Albums) | 1                  |
| Finlande (Suomen virallinen lista)        | 1                  |
| France (SNEP)                             | 1                  |
| Irlande (Irish Albums Chart)              | 1                  |
| Italie (FIMI)                             | 1                  |
| Japon (Oricon)                            | 17                 |
| Norvège (VG-lista)                        | 1                  |
| Nouvelle-Zélande (RIANZ)                  | 1                  |
| Pays-Bas (Mega Album Top 100)             | 1                  |
| Portugal (AFP)                            | 1                  |
| Royaume-Uni (UK Albums Chart)             | 1                  |
| Suède (Sverigetopplistan)                 | 1                  |
| Suisse (Schweizer Hitparade)              | 1                  |

## Certifications
| Pays          | Certification | Unités certifiées |
| ------------- | ------------- | ----------------- |
| France (SNEP) | 2 × Platine   | 200 000           |